# Rudy Chiappini
Rudy Chiappini (Piacenza, 8 gennaio 1956) è un critico d'arte e storico dell'arte italiano naturalizzato svizzero.
Rudy Chiappini è un critico d'arte, curatore e museologo italiano, attivo principalmente nel contesto dell'arte moderna e contemporanea. La sua carriera è stata caratterizzata da incarichi di prestigio in istituzioni pubbliche e private, parallelamente a vicende giudiziarie che hanno avuto risonanza mediatica.

## Biografia

### Formazione e inizi carriera
Dopo aver frequentato il liceo classico, Rudy Chiappini ha proseguito gli studi universitari in Lettere e Filosofia all'Università degli Studi di Milano, laureandosi nel 1980 con una tesi in Storia dell'arte contemporanea .

### Attività curatoriale e direzione museale
Dal 1990 al 2007, Chiappini ha ricoperto il ruolo di conservatore presso il Museo d'Arte Moderna di Lugano (oggi MASILugano), contribuendo allo sviluppo delle sue collezioni e all'organizzazione di numerose mostre. Durante questo periodo, ha curato esposizioni dedicate ad artisti contemporanei.

### Controversie e vicende giudiziarie
La carriera di Rudy Chiappini è stata segnata da diverse indagini e processi giudiziari. Nel 2011, è stato coinvolto in un'inchiesta riguardante presunte irregolarità nella gestione di fondi e acquisti di opere d'arte durante il suo mandato come direttore del Museo d'Arte Moderna di Lugano. Le accuse includevano abuso di fiducia, falsità in documenti e riciclaggio di denaro. Nel 2016, il Tribunale penale federale di Bellinzona lo ha condannato per abuso di fiducia e falsità in documenti, con una pena detentiva sospesa.
Un'ulteriore indagine ha riguardato presunte irregolarità nelle importazioni di opere d'arte in Svizzera e Italia, con accuse di contrabbando e frode fiscale. Nel 2019, Chiappini è stato nuovamente condannato, questa volta dal Tribunale penale federale, per ricettazione, per aver importato in Svizzera opere d'arte di provenienza illecita. Queste vicende hanno portato a un notevole dibattito pubblico e a ripercussioni sulla sua immagine professionale.

### Pubblicazioni e attività accademica
Parallelamente all'attività museale e curatoriale, Rudy Chiappini è autore di numerosi saggi e monografie sull'arte moderna e contemporanea. Ha contribuito a cataloghi di mostre e riviste specializzate, concentrandosi in particolare sull'arte italiana del Novecento e su figure internazionali. Le sue pubblicazioni includono studi su artisti come Renato Guttuso, Marino Marini e Alberto Giacometti.

## Opere
- Filippo Franzoni (Città di Locarno, Pinacoteca comunale Casa Rusca), Tipografia Bassi, Locarno 1986
- Serodine. La pittura oltre Caravaggio (Locarno, Casa Rusca; Roma, Musei Capitolini), Electa, Milano 1987
- Serodine. L'opera completa, Mondadori, 1989 (con Giovanni Testori)
- Constant Permeke. Catalogo della mostra, Mondadori, 1997
- Max Gubler, Mondadori, 1997
- Mario Comensoli, Skira editore, Milano 1998
- Passioni d'arte. Da Picasso a Warhol. Capolavori del collezionismo in Ticino, Skira editore, Milano 2002
- Arnaldo Pomodoro, Skira editore, Milano 2004
- Bacon, Skira editore, Milano 2008

### Volumi curati
- Giuseppe Antonio Petrini (catalogo della mostra Lugano 1991), Milano 1991.
- Arte in Ticino 1803-2003. La ricerca di un'appartenenza (1803-1870), Lugano 2001